# Vasikkalampi
Vasikkalampi är en sjö i Finland. Den ligger i kommunen Jyväskylä i landskapet Mellersta Finland, i den södra delen av landet, 230 km norr om huvudstaden Helsingfors. Vasikkalampi ligger 102 meter över havet. Arean är 3,1 hektar och strandlinjen är 0,89 kilometer lång. Sjön  ingår i Kymmene älvs huvudavrinningsområde.   I omgivningarna runt Vasikkalampi växer i huvudsak blandskog.
Följande samhällen ligger vid Vasikkalampi:
- Jyväskylä (85 026 invånare)